# Estação Todos os Santos
Todos os Santos foi uma estação de trem do Rio de Janeiro, ficava localizada entre as estações de Engenho de Dentro e do Méier. 
Desativada pela Estrada de Ferro Central do Brasil em abril de 1971, tornou-se apenas um prédio em ruínas ao lado da via férrea. Apesar da população apelar pela reativação da estação em 1981, a Rede Ferroviária Federal (RFFSA), sucessora da Central do Brasil, negou a reativação.